# Царевчеви дани
Царевчеви дани су традиционална музичка манифестација посвећена Властимиру Павловићу Царевцу, оснивачу Народног оркестра Радио Београда. Одржава се током јула месеца, сваке године, у Великом Градишту.

## Историја
Овај фестивал, уједно и такмичење виолиниста, одржава се од 1995. године и представља један од најзначајнијих фестивала у Великом Градишту који сваке године привуче велики број заљубљеника музике. Одржава се у част Властимиру Павловићу Царевцу, који је рођен у селу Царевац по коме је и добио надимак. Фестивал се најпре одржавао 3 дана, док је од 2015. године уведен и четврти дан (14—17. јул). Под покровитељством је општине Велико Градиште, Министарства културе и информисања Републике Србије и Музичке продукције РТС-а.
За време трајања манифестације сваке године у Велико Градиште дође и велики број јавних личности.
Сваке године Јан Немчек, градитељ виолина из Ковачице, уз остале награде организатора, поклања победнику фестивала једну своју виолину.

## Програм манифестације
Осим такмичења виолиниста у оквиру фестивала одржава се такмичење певача као и концерти класичне музике, џеза и етно музике. Треба напоменути да културно-уметнички програм и временски период одржавања манифестације варира из године у годину.

### Први дан
Први дан и почетак фестивала углавном обележава отварање изложбе слика градиштанских уметника у Народном музеју, а потом се, у сали СО Велико Градиште, одржава разноврстан културно-забавни програм. Након полагања венца на споменик Царевцу и пригодне беседе, програм се сели на Летњу позорницу где се вече завршава великим концертом на коме наступају неки од најпознатијих домаћих певача.

### Други дан
Други дан по најновијем програму фестивала резервисан је за село Царевац, родно место великана народне музике, где се, након полагања венаца на спомен плочу и бисту Властимира Павловића Царевца, одржава културно-уметнички програм. Овај дан употпуњују наступи Ансамбла народних игара и песама, и млади виолинисти, ученици Музичке школе из Великог Градишта као и инструментални солисти.

### Трећи дан
Од 2015. године, у трећој деценији постојања фестивала, а трећег дана, одржава се певачко такмичење. На такмичењу наступају млади вокални солисти уз пратњу Народног оркестра РТС-а. У ревијалном програму представиће се солисти и Народни оркестар РТС-а под управом Владе Пановића.

### Четврти дан
Прошлогодишњи фестивал је последњег, четвртог, дана отворио Округли сто на тему – „Трећа деценија музичког фестивала“ у Народној библиотеци „Вук Караџић“. Најважнији део манифестације, такмичење виолиниста, одржава се на Летњој позорници на обали Дунава у Великом Градишту. Тада мајстори на виолини имају прилике да покажу своје умеће уз пратњу Народног оркестра РТС-а.

## Галерија
- Музички фестивал - Царевчеви дани
- Програм у селу Царевац
- Полагање венца
- Програм у Великом Градишту